# Пэддок, Стивен
Сти́вен Крэйг Пэ́ддок (англ. Stephen Craig Paddock; 9 апреля 1953, Клинтон, Айова — 1 октября 2017, Мандалай-Бэй, Невада) — американский массовый убийца, открывший стрельбу по толпе в Лас-Вегасе, 1 октября 2017 года, в результате чего погибло 60 человек и ещё 867 получили ранения. Сам Пэддок застрелился на месте преступления. Жил в Меските, штат Невада.

## Биография
Родился 9 апреля 1953 года в Клинтоне, столице одноимённого округа в штате Айова, и вырос в Тусоне и Лос-Анджелесе. Проживал в городке Мескит в 80 км к северо-востоку от Лас-Вегаса. За последние несколько лет он часто переезжал с места на место. Некоторое время назад он жил в городе Рино на западе Невады, пару лет провёл в Мелборе в штате Флорида, а затем жил в Хендерсоне в Неваде. К моменту совершения преступления Пэддок находился в Лас-Вегасе уже пять дней. У него было два брата, Эрик и Брюс. Отец Стивена — Бенджамин Хоскинс Пэддок — был осуждён в 1961 году за серию ограблений банков и был приговорён к 20 годам заключения, но сбежал из федеральной тюрьмы Ла Туна в Техасе в 1968 году, затем стал дилером подержанных автомобилей и владельцем салона лото в Орегоне. У него наблюдались суицидальные наклонности, он был «вооружён и очень опасен».
Пэддок был бухгалтером в течение многих лет и сделал миллионные инвестиции в недвижимость. Он жил в посёлке для престарелых.

### Личная жизнь
64-летний Стивен Пэддок жил со своей 62-летней подругой Мэрилу Дэнли. Одна из бывших жён Пэддока рассказала полиции, что они развелись 27 лет назад после шести лет в браке. Детей у них не было. Пэддок владел несколькими домами, недвижимостью по всей стране, был мультимиллионером. Он учился в колледже и работал на компанию-предшественника Lockheed Martin с 1985 по 1988 год. Также Пэддок владел и управлял жилым комплексом в далласском пригороде.
Как говорит брат стрелка, Патрик, в Стивене не было никаких признаков жестокости, склонности к насилию. Двое из трёх братьев стрелка сказали, что не были близки, а третьего не получилось найти. Патрик Пэддок сказал, что он не был в контакте с братом в течение 20 лет, поэтому не сразу узнал лицо, показанное по телевизору.

## Массовая стрельба в Лас-Вегасе
По-видимому, у Пэддока не было никакой криминальной предыстории. В департаменте полиции Мескита говорят, что никогда не пересекались с ним и Дэнли, их даже не останавливали на дорогах.
Когда Пэддок зарегистрировался в люксе Mandalay Bay Resort в Лас-Вегасе, все, казалось, шло, как обычно. Но вскоре после 10 вечера из окна на 32 этаже отеля он начал стрелять по людям из винтовки, убив 58 человек, пришедших на концерт кантри-музыки. Более 800 человек получили ранения.
На фотографиях и видео с фестиваля видно многочисленных жертв, в том числе окровавленных людей на земле. Самый массовый расстрел в истории США начался в 22:05 по местному времени. Это продолжалось до 22:15, людям сказали держаться подальше.
Когда незадолго до полуночи полиция штурмовала его комнату, Пэддок уже лежал мёртвым от огнестрельного ранения. Он оставил после себя 23 единицы оружия в гостиничном номере, 19 единиц у него дома, сотни патронов и разбитые стёкла. У Пэддока также были камеры, чтобы увидеть прибывающих полицейских. Он использовал установленные на сошки дальнобойные винтовки. Полиция подозревает, что 13 единиц оружия было модифицировано, чтобы позволить ему функционировать в качестве автоматического оружия. Арсенал включал в себя револьвер 38 калибра и винтовки 223 и 308 калибра. Всё оружие было приобретено легально. Было установлено, что Пэддок произвёл в общей сложности 1058 выстрелов из 15 единиц огнестрельного оружия: 1049 из 12 винтовок типа AR-15, 8 из двух винтовок типа AR-10, и патрон, которым он убил себя из револьвера Smith & Wesson.

### Мотив
Полиция не нашла мотивов для преступления. Возможными причинами называли долги азартных игр, антиреспубликанские настроения, ИГ и психические заболевания.

### Последствия
Власти заявили, что мотив для стрельбы пока неизвестен. Они также заявили, что Пэддок действовал в одиночку и не был связан с терроризмом.
Спустя несколько часов после выстрелов, ИГ взяло на себя ответственность, хотя позже это было опровергнуто представителем ФБР, поскольку в заявлении отсутствовали какие-либо достоверные доказательства.